# アンダーソン・パーク
アンダーソン・パーク（Anderson .Paak、本名: Brandon Paak Anderson、1986年2月8日 - ）は、アメリカ合衆国カリフォルニア州オックスナード出身のミュージシャン、R&Bシンガー、ソングライター、音楽プロデューサー、マルチ奏者。ソロ活動の他に、レコードプロデューサーのKnxwledgeと共にNxWorries（ノーウォーリーズ）や、ブルーノ・マーズとのコラボレーション・プロジェクトであるSilk Sonic（シルク・ソニック）としても活動する。またアンダーソン・パークは、エレキギター、ベース、ピアノ、キーボード、ドラムスなど様々な楽器を演奏し、The Free Nationalsのヴォーカリストとしても活動している。
2012年にミックステープ『O.B.E. Vol.1』をリリース。2014年にアルバム『Venice』でデビュー。2016年の2作目『Malibu』は第59回グラミー賞の最優秀アーバン・コンテンポラリー・アルバムにノミネートされる。2018年には3作目『Oxnard』をリリース。第61回グラミー賞では楽曲「Bubblin」が最優秀ラップ・パフォーマンス賞を受賞した。2019年には4作目『Ventura』をリリース、第62回グラミー賞の最優秀R&Bアルバム賞を受賞し、楽曲「Come Home」は最優秀R&Bパフォーマンス賞を受賞した。2021年にはブルーノ・マーズとの楽曲「Leave the Door Open」をリリースし、全米ナンバーワンヒットを記録した。2022年6月に行われたBTS「Proof」のロケでゲスト出演しドラムを担当した。

## 来歴

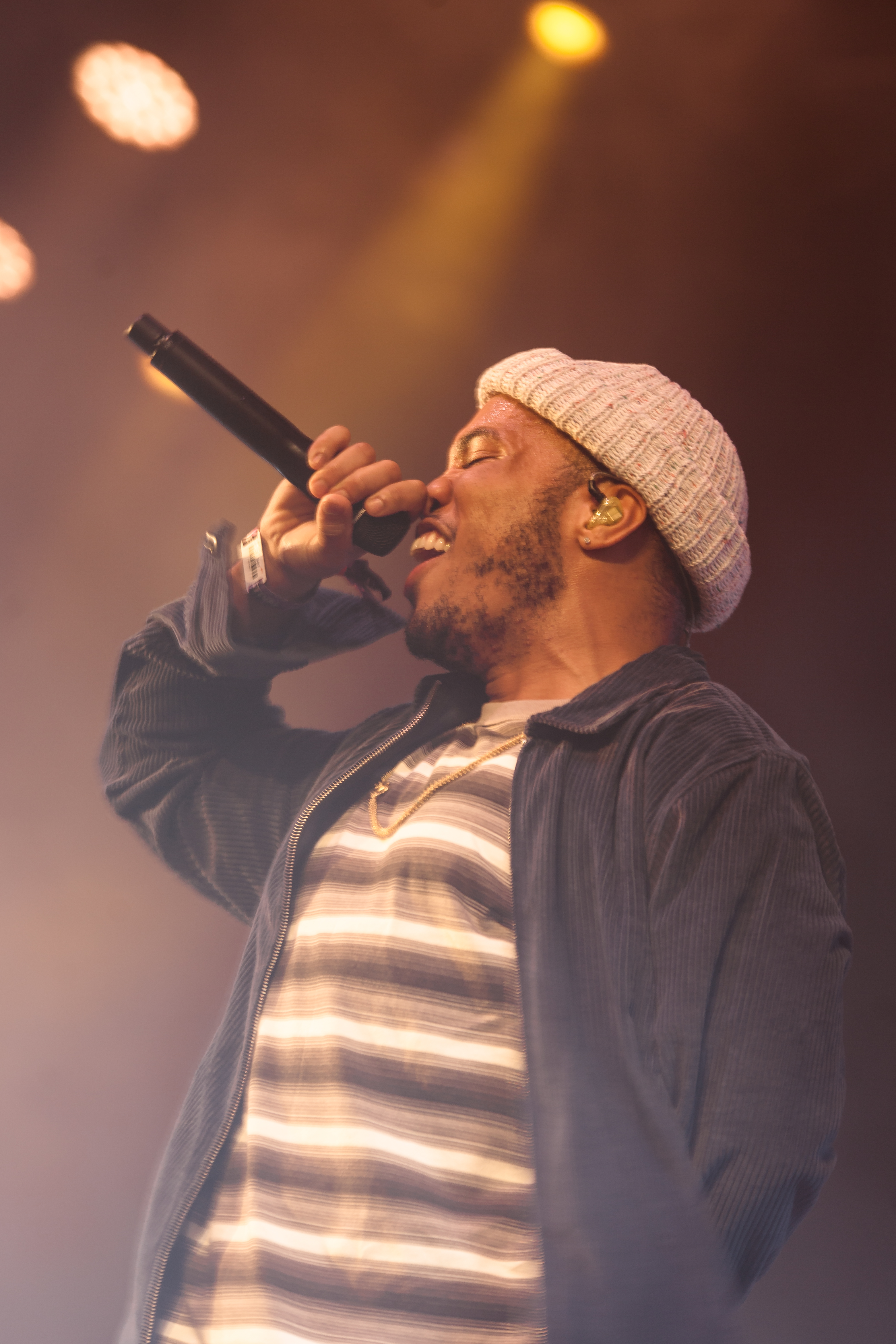
ライブで歌うアンダーソン・パーク（2019年）

彼はアフリカ系アメリカ人と韓国人のハーフだった。父親は母親を長年虐待し、パークが7歳の時に逮捕されている。また、パークは大麻農場を解雇された後に、妻と幼い子どもと共に「ホームレス」になっている。
2012年、ミックステープ『O.B.E. Vol.1』をリリースする。
2014年、デビューアルバム『Venice』（ヴェニス）をリリースする。
2016年、2作目のアルバム『Malibu』（マリブ）をリリースする。収録曲「Come Down」は人気を集めアメリカでゴールドディスクに認定された。アルバムは第59回グラミー賞の最優秀アーバン・コンテンポラリー・アルバムにノミネートされ、アンダーソン・パークは新人賞にもノミネートされた。7月28日にリリースされたマック・ミラーの楽曲「Dang!」にフィーチャリングで参加、同曲は人気を集めアメリカでゴールドディスクに認定された。10月21日、音楽プロデューサーのKnxwledgeとのユニットNxWorries（ノーウォーリーズ）のアルバム『Yes Lawd!』をリリースする。
2018年、3作目のアルバム『Oxnard』（オックスナード）をリリースする。翌年の第61回グラミー賞では楽曲「Bubblin」（アルバム未収録）が最優秀ラップ・パフォーマンス賞を受賞した。
2019年、4作目のアルバム『Ventura』（ベンチュラ）をリリースする。第62回グラミー賞では最優秀R&Bアルバム賞を受賞し、楽曲「Come Home」は最優秀R&Bパフォーマンス賞を受賞した。
2020年、楽曲「Lockdown」など数枚のシングルをリリース。第63回グラミー賞では「Lockdown」が最優秀ミュージックビデオ賞にノミネート、最優秀メロディック・ラップ・パフォーマンス賞を受賞した。
2021年3月5日、かねてから噂されていたブルーノ・マーズとのコラボレーション・プロジェクトであるシルク・ソニック（Silk Sonic）名義で初の楽曲「Leave the Door Open」をリリースする。この曲はアンダーソン・パークにとって初の全米ナンバーワンシングルになるなど、世界的なヒットを記録した。
2022年に開催された第56回スーパーボウルのハーフタイムショーにサプライズゲストとして出演した。エミネムの代表曲の１つ Lose yourself にドラムで参加している。

## ディスコグラフィ
スタジオ・アルバム
- Venice / ヴェニス (2014年)
- Malibu / マリブ (2016年)
- Oxnard / オックスナード (2018年)
- Ventura / ベンチュラ (2019年)

コラボレーション・アルバム
- Yes Lawd! (with Knxwledge, as NxWorries) (2016年)
- An Evening with Silk Sonic (with Bruno Mars, as Silk Sonic) (2021年)

## 来日公演
- 2016年
  - 9月20日 東京 渋谷 WWW X
  - 9月21日 東京 恵比寿LIQUIDROOM
- 2018年
  - 7月29日 新潟 苗場スキー場 - Fuji Rock Festival
  - 7月31日 東京 豊洲 PIT